# Pyramid
Pyramid foi um game-show estadunidense exibido desde 1973. Cancelado e revivido nas principais emissoras do país - ABC, CBS e NBC.
Os anfitriões do show incluíram Dick Clark, Bill Cullen, John Davidson, Donny Osmond, Michael G. Richards e Michael Strahan.